# Nagy medverák
A nagy medverák (Scyllarides latus) a felsőbbrendű rákok (Malacostraca) osztályának tízlábú rákok (Decapoda) rendjébe, ezen belül a Scyllaridae családjába tartozó faj.

## Előfordulása

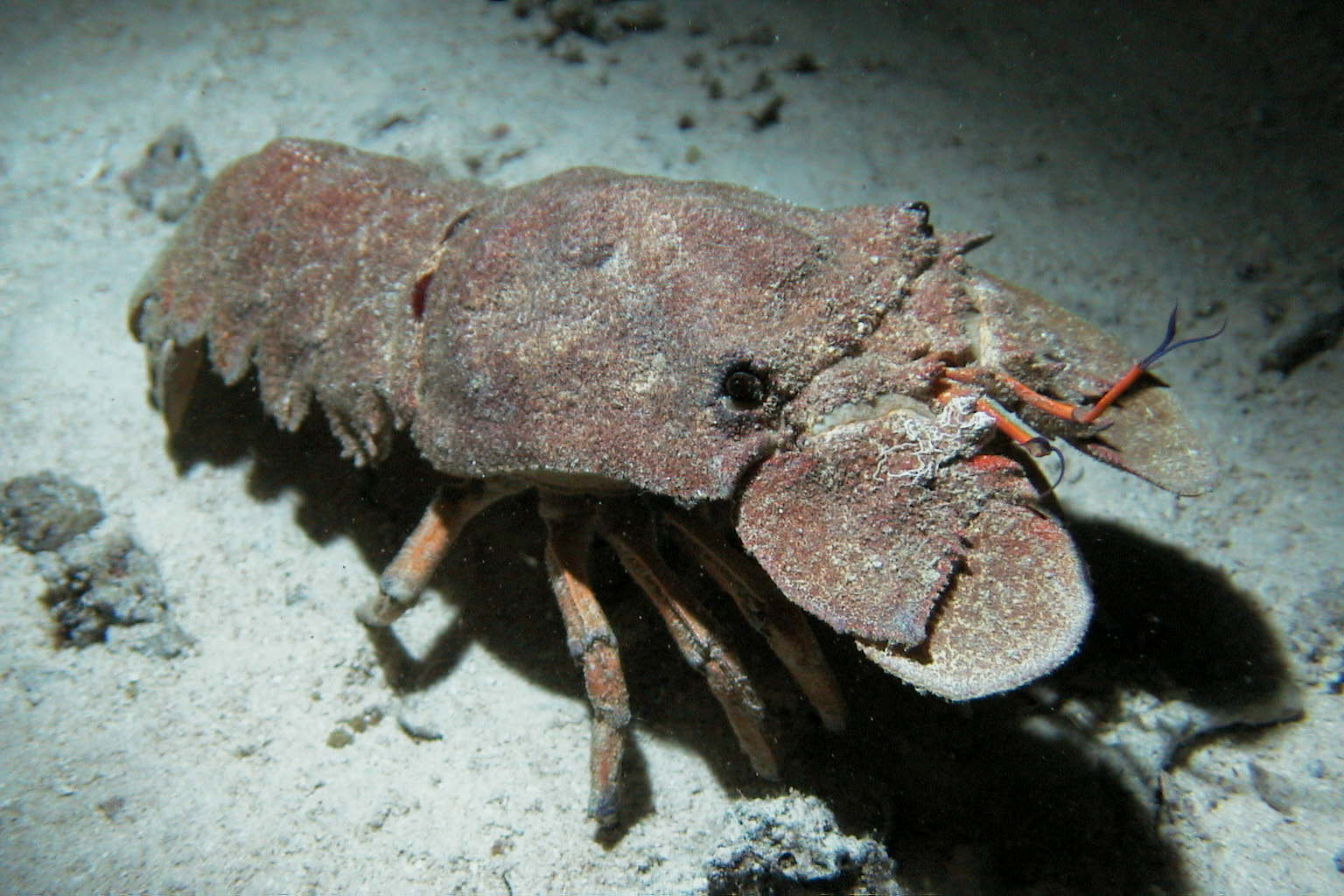
A természetes élőhelyén

A nagy medverák a Földközi-tenger mindegyik partvidékén előfordul, kivéve az Adriai-tenger északi részét. Az Atlanti-óceán keleti részén is fellelhető, a portugáliai Lisszabon és Szenegál között, beleértve a Madeira-, Azori- és Selvagens-szigeteket, valamint a Zöld-foki Köztársaságot is. Szenegál vizeiben megossza élőhelyét a rokon Scyllarides herklotsiival.

## Megjelenése
Általában 30 centiméter hosszú (csápját és farkát is beleértve), de akár 45 centiméteresre is megnőhet. Az átlagos méretű példány páncélja 12 centiméter hosszú. A kifejlett állat elérheti az 1,5 kilogrammos testtömeget. Rokonaihoz hasonlóan a második csáppár, kiszélesedett, és ásó vagy úszó szerepet tölt be. A többi ráktól eltérően a nagy medveráknak és rokonainak hiányzanak az ollói és a testét borító tüskéi. A védelem céljából ennek a ráknak vastagabb a páncélja, színezete jól álcázza a környezetébe és tüskék helyet dudorok vannak.

## Életmódja
Ez az állat a kavicsos és homokos tengerfenéket kedveli. 4-100 méteres mélységek között él. Napközben a vízalatti barlangokba és korallok közti mélyedésekbe rejtőzködik. Búvóhelyének általában több bejárata van és ezt megossza több fajtársával. Néha idehozza a táplálékát, hogy nyugodtan tudja elfogyasztani. Éjszaka tevékeny. Általában puhatestűekkel táplálkozik, főleg tengeri csigákkal és kagylókkal. A táplálékát 3,5 centiméter vastag törmelék alatt is észreveszi. A héjas állatokat az átalakult mellső lábaival nyissa fel. Néha osztrigaféléket és kalmárokat is fogyaszt, azonban elkerüli a tengerisünöket és a tüskéscsigákat (Muricidae). A meleg évszakokban többet eszik, mint az év hidegebb hónapjaiban. A legfőbb természetes ellensége az európai íjhal (Balistes capriscus), de egyéb csontos halak is előszeretettel fogyasszák. Fogságban Scyllarides latust adtak táplálékként a közönséges polipnak (Octopus vulgaris), de nem ismert, ha ez a fejlábú a szabad természetben is vadászik e rákfajra.

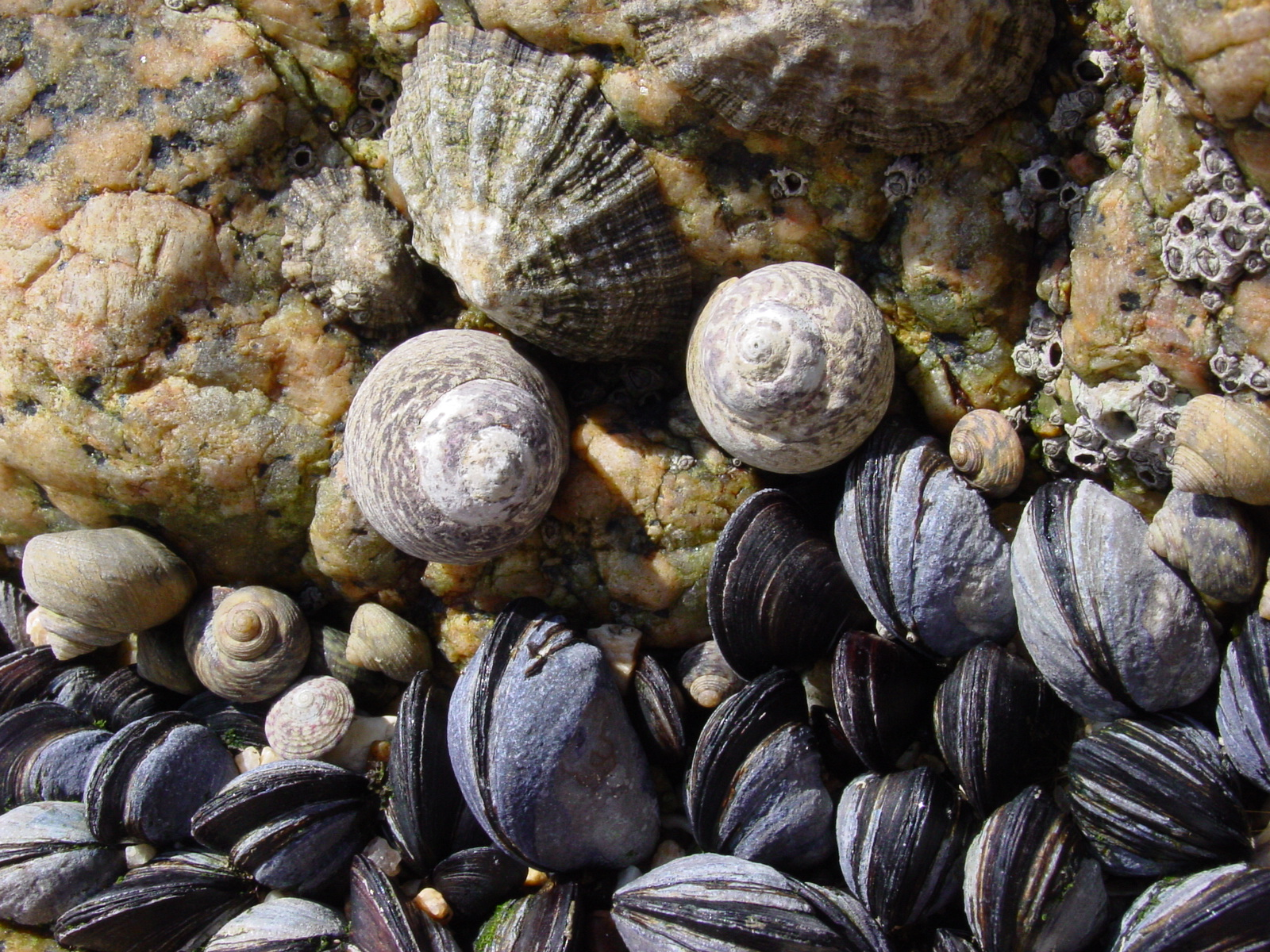
A táplálékai és
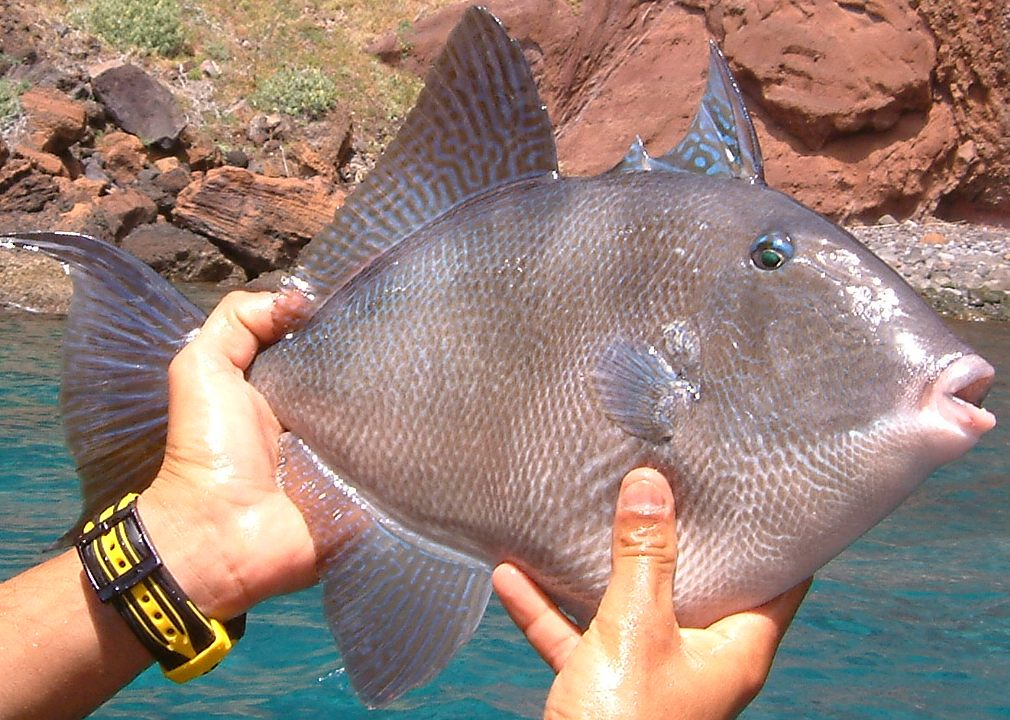
a legfőbb természetes ellensége

## Szaporodása

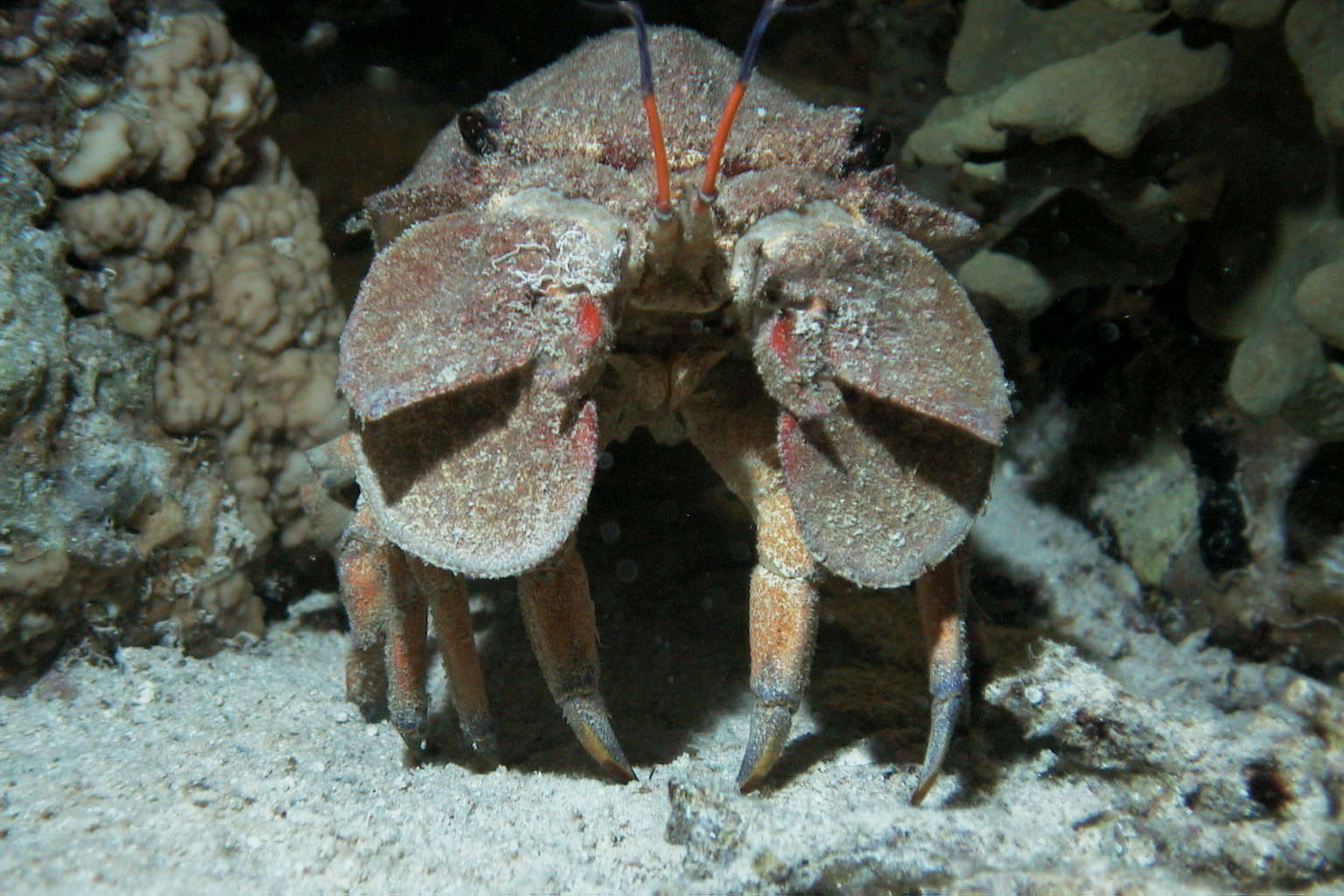
Az állat szemből

Áprilisban a hím spermatofórákat, azaz ondóval teli zsákocskákat hordoz magával. Eddig még nem sikerült megfigyelni a Scyllarides latus párosodását. De tudjuk, hogy július-augusztusban a nőstény a hasi részén, körülbelül 100 000 petét hordoz. A peték az elején világos narancssárgák, de 16 nap után, amikor is az anyjuk a vízbe bocsátja őket sötétbarna színűre változnak. Évente csak egy alom van. A lárva kikeléskor 1,3 milliméter hosszú. Növekedése során több stádiumban is keresztülmegy; körülbelül 11 hónaposan már 48 milliméteres. A lárvát és a fiatalt igen nehéz észrevenni.

## Felhasználása
Habár ehető, a nagy medveráknak a ritkasága miatt, csak kisebb mértékű halászata van. Például Izraelben évente csak 2-3 tonnát fognak ki belőle. A búvár felszerelések fejlődésével, e rákfaj élőhelye egyre több ember számára vált elérhetőbbé. A Scyllarides latust kézzel is meg lehet fogni, emiatt félő, hogy több helyen is veszélyeztetett fajjá fog válni.

### Fordítás
- Ez a szócikk részben vagy egészben  a   Scyllarides latus című angol Wikipédia-szócikk ezen változatának fordításán alapul.  Az eredeti cikk szerkesztőit annak laptörténete sorolja fel. Ez a jelzés csupán a megfogalmazás eredetét és a szerzői jogokat jelzi, nem szolgál a cikkben szereplő információk forrásmegjelöléseként.